# Stanić Rijeka (Doboj)
Stanić Rijeka (szerbül: Станић Ријека), település Bosznia-Hercegovinában, a Szerb Köztársaság északi régiójában Doboj községben. Stanić Rijeka településnek a Szerb Köztársaság területéhez került, nyugati része.

## Fekvése
A település Bosznia-Hercegovina északi részén, Dobojtól légvonalban 4, közúton 6 km-re keletre, a Boszna-folyó jobb oldali mellékvize, a Spreča jobb partján, 168-449 méteres magasságban található.

## Népessége
| Nemzetiségi csoport | Népesség 1991 | Népesség 2013 |
| ------------------- | ------------- | ------------- |
| Szerb               | 164           | 416           |
| Bosnyák             | 1545          | 626           |
| Horvát              | 11            | 3             |
| Jugoszláv           | 44            | 1             |
| Egyéb               | 59            | 9             |
| Összesen            | 1823          | 1055          |

## Története
A település 1878-ig tartozott az Oszmán Birodalomhoz, ekkor a berlini kongresszus határozata alapján az Osztrák-Magyar Monarchia része lett. 1879-ben az első osztrák-magyar népszámlálás során a Gračanicai járáshoz tartozó településnek 27 háztartása és 188 muszlim lakosa volt. 
1910-ben a Gračanicai járáshoz tartozó településen 61 háztartást, 262 muszlim és 76 ortodox lakost találtak. A monarchia szétesésével 1918-ban előbb a Szerb-Horvát-Szlovén Királyság, majd 1929-től a Jugoszláv Királyság része lett. 1921-ben a Gračanicai járáshoz tartozó községnek 373 lakosa volt, melyből 290 muszlim és 79 ortodox volt. Az 1929-es törvény értelmében, amikor Bosznia-Hercegovinát négy banovinára, Drinskára, Vrbaskára, Zetskára és Primorskára osztották, a település a Vrbaska banovina része lett, amelynek székhelye Banja Luka volt.
A második világháborúban Jugoszlávia megszállása után a Független Horvát Állam (NDH) része lett. A második világháború után 1992-ig a település a szocialista Jugoszlávia keretében a Bosznia-Hercegovinai Népköztársaság része volt. A boszniai háborút lezáró daytoni békeszerződés rendelkezése alapján az ország területét felosztották a Bosznia-hercegovinai Föderáció és a boszniai Szerb Köztársaság között. A békeszerződés utáni területmegosztási megállapodás értelmében a Boszniai Szerb Köztársasághoz és Doboj községhez került, míg a település területének muszlimok lakta része, a Bosznia-hercegovinai Föderáció Tuzlai kantonjában levő Doboj-Istok község területénél maradt.